# How Would It Be
How Would It Be è un singolo della cantante norvegese Lene Marlin, pubblicato nel 2005 come secondo estratto dal terzo album in studio Lost in a Moment.

## Il brano
Il brano è stato presentato al Festivalbar 2005 e incluso nella compilation rossa dell'omonima competizione, ricevendo un discreto successo in Italia e in Norvegia e raggiungendo la top20 in entrambi i paesi.

## Classifiche
| Classifica (2005) | Posizione più alta |
| ----------------- | ------------------ |
| Germania          | 95                 |
| Italia            | 16                 |
| Norvegia          | 11                 |